# Vallée d'Aoste Pinot Gris
Le Vallée d'Aoste Pinot gris est un vin blanc italien de la région autonome Vallée d'Aoste doté d'une appellation DOC depuis le 30 juillet 1985. Seuls ont droit à la DOC les vins récoltés à l'intérieur de l'aire de production définie par le décret. Les vignobles autorisés se situent en Vallée d'Aoste dans les communes de Aoste, Arnad, Arvier, Avise, Aymavilles, Bard, Brissogne, Challand-Saint-Victor, Chambave, Champdepraz, Charvensod, Châtillon, Donnas, Fénis, Gressan, Hône, Introd, Issogne, Jovençan, La Salle, Montjovet, Morgex, Nus, Perloz, Pollein, Pontey,  Pont-Saint-Martin, Quart,  Saint-Christophe,  Saint-Denis, Saint-Nicolas,  Saint-Vincent, Sarre, Verrayes, Verrès, Villeneuve.

## Caractéristiques organoleptiques
- couleur: jaune paille avec des reflets dorés.
- odeur: fin, intense, légèrement épicé
- saveur: sec, gouleyant, harmonieux, agréable.

Le Vallée d'Aoste Pinot gris se déguste à une température de 8 à 10 °C et il se gardera  1 à 3 ans. 

## Production
Province, saison, volume en hectolitres :
- pas de données disponibles